# Stazione di Borgo (Italia)
La stazione di Borgo è una stazione ferroviaria posta sulla linea Cancello-Avellino. Serviva il centro abitato di Borgo, frazione del comune di Montoro. Dal 12 dicembre 2021 la fermata è autosostituita.

## Storia
La fermata di Borgo venne attivata il 20 giugno 1939. In seguito venne trasformata in stazione.
Inizialmente era una stazione a binario unico di discreta importanza, dopodiché perse progressivamente traffico in parallelo alla diffusione del trasporto su gomma nella zona, diventando una fermata impresenziata nei primi anni 1980. Negli anni 1990 venne realizzato un secondo binario, usato pochissimo in quanto la fermata venne chiusa nella seconda metà degli anni 1990.